# Mohammed Ali Shaker
Mohammed Ali Shaker Ali Almahri, meglio noto come Mohammed Ali Shaker (in arabo محمد علي شاكر علي الماهري‎?; Dubai, 27 aprile 1997), è un calciatore emiratino, difensore del Khor Fakkan .

## Carriera

### Club
Cresciuto nel settore giovanile della squadra dell'Ajman gioca nella squadra dell'omonimo emirato fino al 2019, quando si trasferisce all'Al-Ain; con la maglia biancoviola colleziona 39 presenze e realizza anche un goal nella UAE Pro League, ma soprattutto fa parte della rosa che nella stagione 2023-2024 ottiene la vittoria della AFC Champions League 2023-2024, collezionando quattro presenze in quella edizione.
Nell'estate del 2024 lascia l'Al-Ain per firmare un contratto di due anni con la squadra del Khor Fakkan.

### Nazionale
Ali Shaker dopo aver giocato nel con la nazionale under-20 e con quella nazionale under-23, nel 2019 ha ricevuto per la prima volta la convocazione da parte della Nazionale di calcio degli Emirati Arabi Uniti facendo il suo esordio il 30 agosto 2019 nell'amichevole vinta per 4-0 contro la Repubblica Dominicana.

## Palmarès

### Club

#### Competizioni nazionali
- UAE Arabian Gulf League: 1

Al-Ain: 2021-2022
- UAE Arabian Gulf Cup: 1

Al-Ain :  2021-2022

#### Competizioni internazionali
- AFC Champions League: 1

Al-Ain: 2023-2024